# František Holub
František Holub (29. ledna 1898 Závišice – 3. března 1942 Auschwitz) byl český učitel, odbojář a oběť nacismu.

## Život
František Holub se narodil 29. ledna 1898 v Závišicích na Novojičínsku. V roce 1916 odmaturoval na Reálném gymnáziu v Příboře a v roce 1917 dokončil studia na učitelském ústavu tamtéž. Působil jako odborný učitel na měšťanské škole chlapecké v ostravských Mariánských Horách. Byl činovníkem Sokola. Po německé okupaci v březnu 1939 vstoupil do protinacistického odboje v organizaci Obrana národa. Působil pro ní jako spojka mezi skupinou operující v Příboře a krajským vedením. Dne 8. října 1941 byl zatčen gestapem ne za vlastní odbojovou činnost, ale jako předválečný činovník Sokola. Dne 3. března 1942 zahynul v koncentračním táboře Auschwitz.

## Posmrtná ocenění
- Františku Holubovi byla v budově Ostravské univerzity v Mariánských Horách odhalena pamětní deska[1]